# Macropsis maculatus
Macropsis maculatus är en insektsart som beskrevs av Mitjaev 1971. Macropsis maculatus ingår i släktet Macropsis och familjen dvärgstritar. Inga underarter finns listade i Catalogue of Life.